# Mistretta

Ubicació de Mistretta dins de la província

Mistretta (sicilià Mistritta) és un municipi italià, dins de la ciutat metropolitana de Messina. L'any 2009 tenia 5.153 habitants. Limita amb els municipis de Capizzi, Caronia, Castel di Lucio, Cerami (EN), Motta d'Affermo, Nicosia (EN), Pettineo, Reitano, Santo Stefano di Camastra.

## Administració
| Període | Identitat   | Partit        |
| ------- | ----------- | ------------- |
| 2007-   | Iano Antoci | Llista cívica |

## Personatges il·lustres
- Giuseppe Cocchiara (1904-1965), folklorista.
- Antonino Pagliaro (1898-1973), lingüista.